# Werner Wolf (Anglist)
Werner Wolf (* 11. März 1955 in München) ist ein deutscher Anglist.

## Leben
Er studierte Englisch und Französisch an den Universitäten München, Canterbury und Toulouse und promovierte 1984 mit einer Dissertation über das französische sentimentale Drama des 18. Jahrhunderts (Ursprungs und Formen der Empfindsamkeit im bekannten Drama). Während seines Studiums war er Mitglied der Studienstiftung des Deutschen Volkes. Nachdem er 1981 und 1985 das erste und das zweite Staatsexamen für Gymnasiallehrer bestanden hatte, war er von 1985 bis 1994 Assistenzprofessor am Institut für Englisch der Universität München. 1991 erhielt er seine Habilitation mit einer preisgekrönten Monographie über Theorie und Geschichte der ästhetischen Illusion und des Brechens der Illusion in der Fiktion (Ästhetische Illusion und Illusionsdurchbrechung in der Erzählkunst. Theorie und Geschichte).
Ihm wurden Professuren und Lehrstühle an der Humboldt-Universität sowie an den Universitäten Tübingen und Heidelberg angeboten und er ist seit 1994 am Lehrstuhl für Englische und Allgemeine Literatur an der Universität Graz. 2010 wurde er korrespondierendes Mitglied in der philosophisch-historischen Klasse der Österreichischen Akademie der Wissenschaften. 2023 wurde er emeritiert.

## Schriften (Auswahl)
- Ursprünge und Formen der Empfindsamkeit im französischen Drama des 18. Jahrhunderts. Marivaux und Beaumarchais. Ein Beitrag zur Funktionsgeschichte. Bern 1984, ISBN 3-8204-7443-9.
- Ästhetische Illusion und Illusionsdurchbrechung in der Erzählkunst. Theorie und Geschichte mit Schwerpunkt auf englischem illusionsstörenden Erzählen. Tübingen 1993, ISBN 3-484-42132-0.
- The Musicalization of Fiction. A Study in the Theory and History of Intermediality. Amsterdam 1999, ISBN 90-420-0457-6.
- Selected Essays on Intermediality by Werner Wolf (1992–2014). Theory and Typology, Literature – Music Relations, Transmedial Narratology, Miscellaneous Transmedial Phenomena. Leiden 2018, ISBN 978-90-04-34663-5.